# La Camioneta (2012)
La Camioneta es una película documental de 2012 dirigida por Mark Kendall. Es una obra experimental que sigue el viaje y transformación de un autobús escolar estadounidense fuera de servicio a través de complejos paisajes sociales, políticos y económicos.

## Producción
El rodaje comenzó en una subasta de autobuses escolares en Pensilvania. Kendall conoció a un comprador que había llegado a los Estados Unidos como transmigrante para comprar un autobús BlueBird fuera de servicio. Viajaron juntos en el autobús adquirido a través de México hasta Guatemala, donde fue revendido en un depósito de chatarra y transformado en un vehículo de transporte público. Kendall explica que "para mí era tan vital estar en el autobús como no saber dónde podría terminar, quién podría ser su nuevo propietario o a qué ruta, si la hubiera, podría terminar uniéndose".

## Distribución
La Camioneta se estrenó en el 2012 SXSW Film Festival, tuvo su estreno guatemalteco en el 2012 Festival Ícaro, y se estrenó internacionalmente en el 2013 Festival Internacional de Cine en Guadalajara, donde fue nominado a Mejor Documental y Mejor Director. La película fue distribuida en cines en Estados Unidos, México y Guatemala.

## Recepción
La Camioneta fue bien recibida por la crítica, con un índice de aprobación del 100% en el agregador de reseñas Rotten Tomatoes y una puntuación de 83 sobre 100 en Metacritic, basado en 9 críticos, lo que indica “aclamación universal.”
Los críticos de cine han elogiado la película como "una microhistoria brillante de nuestro mundo globalizado", destacando a menudo los sorprendentes beneficios de su minimalismo conceptual.
Escribiendo por Variety, Andrew Barker afirmó que "La película extrae una cantidad casi extraña de sustancia política, humanista y espiritual de este marco limitado. El ojo de Kendall para historias no contadas, así como su instinto para captar imágenes enmarcadas evocativamente sobre la marcha, marcan el como un nombre a tener en cuenta.” La película fue seleccionada como una elección de los críticos del New York Times por Stephen Holden, quien describió la película como “una historia optimista de resiliencia, regeneración e imaginación artística.”En la reseña de J. Hoberman para BLOUIN ARTINFO, escribió que “La Camioneta es una película poética, incluso onírica, que en última instancia transmite el sentido místico de una alma transmigrar (mecánica).”
La Camioneta fue nombrada como una de las “Mejores Documentales de 2013” de IndieWire y una de las “Mejores Películas Políticas de 2013” de Fandor.